# Mark Oliphant
Mark Oliphant, właśc. Marcus Laurence Elwin Oliphant (ur. 8 października 1901 w Adelaide, zm. 14 lipca 2000 w Canberze) – australijski fizyk i polityk, gubernator Australii Południowej.

## Życiorys
W latach 1937–1950 pracował na Uniwersytecie w Birmingham, następnie w latach 1950–1964 w Canberze. Jego badania naukowe obejmowały fizykę atomową i jądrową, wyładowania w gazach oraz fizykę wielkich energii. W 1933 wraz z Ernestem Rutherfordem udowodnili prawidłowość twierdzenia o równoważności masy i energii dla procesów jądrowych. Odkrył tryt i izotop helu ³He. Jest autorem koncepcji synchrocyklotronu, którą przedstawił w 1943 roku.
W 1943 roku otrzymał Medal Hughesa.
W 1971 roku został dwudziestym siódmym gubernatorem Australii Południowej. Funkcję tę sprawował do 1976 roku.
Został odznaczony m.in. Krzyżem Wielkim Orderu Imperium Brytyjskiego i Orderem Australii.